# India Eisley
India Eisley (Los Angeles, 29 oktober 1993) is een Amerikaans actrice. Ze is onder andere bekend van haar rollen in de televisieserie I Am the Night en de film Underworld: Awakening.

## Biografie
India Eisley werd geboren in Los Angeles op 29 oktober 1993 als de dochter van Olivia Hussey en David Glen Eisley.  In 2005 debuteerde Eisley als actrice in de film Headspace, waarin ook haar moeder speelde. In 2008 verkreeg Eisley een grotere rol als Ashley Juergens in de televisieserie The Secret Life of the American Teenager. Vier jaar later speelde Eisley het personage Eve in de film Underworld: Awakening, de hybride dochter van Selene, gespeeld door Kate Beckinsale.
Eisley speelde in 2014 in de film Kite, naast Samuel L. Jackson. Later dat jaar was ze ook te zien in Social Suicide, een hervertelling van Romeo en Julia waarin haar moeder eveneens speelde. Een jaar later speelde Eisley het personage Briar Rose in de horror-thrillerfilm The Curse of Sleeping Beauty. Eveneens in 2015 was Eisley te zien in verfilming van het boek van My Sweet Audrina van Virginia C. Andrews van Lifetime. De jaren daarna had Eisley rollen in Clinical en Look Away.
In 2019 speelde Eisley de rol van Fauna Hodell in de televisieserie I Am the Night, gebaseerd op het memoire One Day She'll Darken: The Mysterious Beginnings of Fauna Hodel. De serie debuteerde op TNT op 27 januari 2019. In 2020 vertolkte Eisley de rol van Tillie Gardner in Dead Reckoning. Een jaar later volgde de rol van  Lucy in Every Breath You Take.

## Filmografie

### Films
| Jaar | Titel                        | Rol                              | Opmerkingen              |
| ---- | ---------------------------- | -------------------------------- | ------------------------ |
| 2005 | Headspace                    | Martha                           |                          |
| 2012 | Underworld: Awakening        | Eve                              | aka Underworld: New Dawn |
| 2014 | Kite                         | Sawa                             |                          |
| 2015 | Social Suicide               | Julia Coulson                    |                          |
| 2016 | The Curse of Sleeping Beauty | Briar Rose / The Sleeping Beauty |                          |
| 2016 | AmeriGeddon                  | Penny                            | aka Armageddon America   |
| 2016 | Underworld: Blood Wars       | Eve                              | Archiefmateriaal         |
| 2017 | Clinical                     | Nora Green                       |                          |
| 2018 | Adolescence                  | Alice                            | [ 15 ]                   |
| 2018 | Look Away                    | Maria / Airam Brennan            |                          |
| 2020 | Dead Reckoning               | Tillie Gardner                   | aka Altar Rock           |
| 2021 | Every Breath You Take        | Lucy                             | aka You Belong to Me     |
| 2023 | American Outlaws             | Lee-Grace Dougherty              | aka The Dougherty Gang   |
| 2024 | Dead Money                   | Chloe                            | aka Degenerate           |

### Televisie
| Jaar      | Titel                                    | Rol             | Extra                                       |
| --------- | ---------------------------------------- | --------------- | ------------------------------------------- |
| 2003      | Mother Teresa of Calcutta                | Engels meisje   | Televisiefilm                               |
| 2008–2013 | The Secret Life of the American Teenager | Ashley Juergens | Hoofdrol (seizoen 1–4); gastrol (seizoen 5) |
| 2014      | Nanny Cam                                | Heather Lambert | Televisiefilm (Lifetime); aka Sitter Cam    |
| 2016      | My Sweet Audrina                         | Audrina Adare   | Televisiefilm (Lifetime)                    |
| 2019      | I Am the Night                           | Fauna Hodel     | Miniserie, hoofdrol                         |